# Phyllogoniaceae
Phyllogoniaceae là một họ rêu trong bộ Isobryales.